# Melothria
Melothria — рід квіткових рослин родини гарбузових, поширених в Америці від Сполучених Штатів до Аргентини, а також з деякими інтродукціями в Африці та інших місцях. Низка видів Старого Світу, які раніше були в Melothria, тепер перенаправлені до Cucumis.

## Морфологічні особливості
Це невеликі однорічні в'юнкі однодомні рослини. Приквітки відсутні. Вусики прості, голі. Листки прості, цільні або лопатеві, жилки пальчасті. Квітки дрібні, жовті, діаметром від п'яти до восьми міліметрів. Чашолистки дуже малі й вузькі. Пелюстки вільні, овально-еліптичні. Квіткова трубка дзвоникоподібна. Чоловічі суцвіття — тонкі китиці зі щільно розташованими квітками. Чоловіча квітка має тонку ніжку довжиною близько п'яти міліметрів, яка не опадає і містить три тичинки. Жіночі квітки ростуть поодиноко або разом із чоловічою китицею в пазухах листків. Плоди схожі на невеликі кавуни й мають насичений смак огірка з легким кислуватим присмаком. Численні насінини плоскі, овально-еліптичні.

## Види
Наразі прийнято такі види:
- Melothria campestris (Naudin) H.Schaef. & S.S.Renner
- Melothria cucumis Vell.
- Melothria dulcis Wunderlin
- Melothria hirsuta Cogn.
- Melothria longituba C.Jeffrey
- Melothria pendula L.
- Melothria pringlei (S.Watson) Mart.Crov.
- Melothria scabra Naudin
- Melothria schulziana Mart.Crov.
- Melothria sphaerocarpa (Cogn.) H.Schaef. & S.S.Renner
- Melothria trilobata Cogn.
- Melothria warmingii Cogn.